# Лувуа, Франсуа-Мишель Летелье
Франсуа́-Мише́ль Летелье́, граф де Тоннер, маркиз де Лувуа (фр. François-Michel Le Tellier, marquis de Louvois; 18 января 1641, Париж — 16 июля 1691[…], Версаль) —  французский государственный деятель, сын канцлера Мишеля Летелье. В 1668 году назначен государственным секретарём по военным делам (военным министром). Людовик XIV относился к нему с большим доверием; его советы оказывали громадное влияние на внешнюю политику Франции.

## Биография
Он был необычайно энергичен в работе; его должностная переписка занимает не менее девятисот томов in-folio. Он изменил способ вербовки, снаряжения и продовольствования войск и создал корпус офицеров, который держал в строжайшем подчинении; наградами и чинами поощрялись военные таланты, вскоре сделавшие французскую армию первой в мире. Во время войн Людовика XIV Лувуа вырабатывал планы операций и руководил действиями письменно или же лично, сопровождая короля. При этом у него часто происходили столкновения с полководцами, не желавшими его вмешательства и оскорблявшимися его гордым обращением.
Презирая другие нации, уверенный в силе Франции и в праве её увеличивать свои владения за счёт соседей, он поощрял наклонность короля к завоеваниям. Большим цинизмом в применении насильственных средств отличалась вся его политика по отношению к «воссоединениям». Насильственные меры против гугенотов, равно как и опустошение Пфальца в 1689 году, приводились в исполнение при его деятельном участии. Властолюбие и гордость создали ему много врагов; более всего ненавидела его г-жа Ментенон, и его положение уже делалось сложным, когда он внезапно умер.
В 1684 году он купил у Франсуа Жозефа де Клермон-Тоннера графство Тоннер.